# Florentia San Gimignano
La Florentia San Gimignano Società Sportiva Dilettantistica, conosciuta semplicemente come Florentia San Gimignano, è una società di calcio femminile con sede a San Gimignano. Ha militato in Serie A, la massima serie del campionato italiano, per tre stagioni consecutive.

## Storia
Il 4 ottobre 2015 su iniziativa di un gruppo di appassionati viene fondato il Calcio Femminile Florentia, nuova squadra di calcio femminile che nella stagione d'esordio, la 2015-2016, viene iscritta al campionato di Serie D regionale, allora quarto livello del campionato italiano. L'esordio della squadra in una partita ufficiale, nello specifico in Coppa Toscana, è una vittoria in trasferta, 2-1 con una squadra di categoria superiore, e nel suo primo campionato si rivela tecnicamente superiore alle avversarie con 24 vittorie su 24 incontri, aggiudicandosi il primo posto in classifica con la conseguente promozione in Serie C. Nello stesso anno, a coronamento di una stagione di esordio straordinaria, si aggiudica anche la Coppa Toscana.
Nella stagione successiva il C.F. Florentia integra nel proprio organico nuove giocatrici d'esperienza, operazione che rafforza maggiormente la squadra che conquista, grazie alle 22 vittorie, un pareggio e una sola sconfitta, non solo il primo posto in campionato, con la conseguente promozione in Serie B, ma anche la Coppa Toscana, già vinta in finale contro il Don Bosco Fossone, e la Coppa Italia regionale battendo in finale il Pordenone ai tiri di rigore.
La stagione 2017-2018 è quella della definitiva consacrazione: sotto la guida del tecnico Ilic Lelli arrivano in squadra le prime giocatrici con esperienza internazionale che assieme alle esperte giocatrici italiane contribuiscono alla terza promozione consecutiva, che porterà la società sangimignanese all'approdo in Serie A dopo appena tre anni dalla fondazione. La squadra conclude il campionato imbattuta e dopo lo spareggio sul campo neutro di Pescara, vinto per 3-0 contro Roma CF, conquista la storica promozione.
Nella prima stagione in Serie A, la Florentia conquista un buon 7º posto al termine di un'annata molto combattuta, arrivando anche ad insediare le prime posizioni.
Nell'estate del 2019 la società sceglie di cambiare la sede e il denominazione sociale, Florentia diventa Florentia San Gimignano con l'obiettivo di costruire una solida comunità a sostegno di un progetto importante che possa essere sostenibile nel medio-lungo termine. Nelle due stagioni successiva la Florentia ha conquistato prima un quinto posto nella stagione 2019-2020 e poi un settimo posto nella stagione 2020-2021 di Serie A.
Il 15 giugno 2021 la FIGC ha deliberato la cessione del titolo sportivo per la partecipazione al campionato di Serie A della Florentia San Gimignano all'Unione Calcio Sampdoria. La notizia era stata anticipata il 12 giugno da un comunicato ufficiale della società, che confermava anche la continuazione dell'impegno sul territorio.

## Società

### Organigramma societario
- Tommaso Becagli - Presidente
- Domenico Strati - Vice presidente, direttore sportivo
- Marco Zwingauer - Amministratore delegato
- Lorenzo Giudici - Consigliere d'amministrazione
- Boralda Aliaj - Consigliere d'amministrazione
- Federico Oggioni - Responsabile comunicazione
- Luca J. Marguerite - Dirigente accompagnatore
- Martina Pierozzi - Team manager

## Allenatori
Di seguito l'elenco di allenatori del Florentia San Gimignano dall'anno di fondazione a oggi.
- 2015-2017  Mario Nicoli
- 2017-2018  Ilic Lelli
- 2018-2019  Stefano Carobbi
- 2019  Michele Ardito
- 2019-2021  Stefano Carobbi

## Palmarès

### Competizioni nazionali
- Campionato italiano di Serie B: 1

2017-2018

### Competizioni regionali
- Campionato italiano di Serie C: 1

2016-2017
- Campionato italiano di Serie D: 1

2015-2016
- Coppa Toscana femminile: 2

2015-2016, 2016-2017